# Game with a purpose
Unter einem game with a purpose (kurz GWAP) oder einem human-based computation game versteht man ein Computerspiel, das Fähigkeiten des Menschen nutzt, um ein gewisses Ziel zu erreichen. Meist besteht dieses Ziel im Lösen von für Computer bis heute meist nicht zu bewältigenden Problemen mittels menschlichem Crowdsourcing. Die Aufgabe der Spieler können eine Beschreibung von Bildern oder das Erkennen von schwer zu entziffernder Schrift sein. Die Idee stammt ursprünglich vom Erfinder des CAPTCHAs Luis von Ahn und wurde an der Carnegie Mellon University entwickelt. Heute wird die Technologie weltweit an Universitäten erforscht und angewandt.

## Beispiele
GWAPs werden derzeit besonders von Universitäten entwickelt und betrieben. Aber auch die Forschungseinrichtungen großer Unternehmen wie Google zeigen Interesse an Spielen, die die menschliche Fähigkeiten zum Zweck der maschinellen Verarbeitung ausnutzen.

### ARTigo
Bei ARTigo handelt es sich um ein an der Ludwig-Maximilians-Universität entwickeltes Browserspiel, bei dem die Spieler digitale Reproduktionen von Kunstwerken verschlagworten und damit Punkte gewinnen können. Wird das gleiche Schlagwort mehrmals von unterschiedlichen Spielern eingegeben, so geht das Spiel davon aus, dass es das Bild treffend beschreibt. ARTigo verfolgt damit zwei Ziele: einerseits soll eine umfangreiche Kunst-Suchmaschine entstehen, andererseits ein didaktischer Nutzen für die Mitspieler entstehen. Diese sehen nach Beendigung jedes Durchgangs noch einmal alle Bilder mit Angaben zu Titel, Jahr, Künstler und Aufbewahrungsort. Der Bildbestand entstammt verschiedenen Quellen, u. a. der staatlichen Kunsthalle Karlsruhe und der Sammlung des Amherst Colleges.

### Metropolitalia
Bei  metropolitalia handelt es sich um ein ebenfalls an der  LMU entwickeltes Browserspiel, bei dem die Spieler nicht standardkonforme Varianten der italienischen Sprache mit Hilfe einer interaktiven Sprachkarte im italienischen Sprachraum verorten sollen. Jeder Spieler wettet auf die (Un-)Bekanntheit der Formen und erhält Punkte, falls seine Meinung durch die Masse der Spieler bestätigt wird. Alle Spieler sind außerdem angehalten, den verfügbaren Formenbestand durch Eingabe neuer Beispiele kontinuierlich zu erweitern und so kollaborativ ein Online-Observatorium  der aktuellen Dynamik des Italienischen aufzubauen.

### Extra Sensory Perception
Das Extra Sensory Perception Game, kurz ESP ist ein Computerspiel, das ursprünglich von Luis von Ahn an der Carnegie Mellon University entwickelt wurde und die Bilderkennungsfähigkeit der menschlichen Mitspieler nutzbar macht. Dabei spielen immer zwei Partner gegeneinander, die beide das gleiche Bild vor sich haben, welches es zu verschlagworten gilt. Zwar kann der Spieler sehen, dass sein Gegenüber Begriffe (sogenannte tags) eingibt, nicht jedoch, welche. Geben beide Mitspieler die gleichen Begriffe ein, so erhalten sie Punkte. Wird ein Begriff zu einem Bild mehrfach eingegeben, so kann man davon ausgehen, dass der Begriff korrekt war. So entsteht im Laufe der Zeit eine Bilddatenbank durch Crowdsourcing.

### EteRNA
Bei EteRNA handelt es sich um ein Browserspiel das von Wissenschaftler an der Carnegie Mellon University und der Stanford University entwickelt wurde. Ziel der Spieler ist das Lösen von Puzzles, die die Faltung von RNA-Molekülen simulieren.

### Apetopia
Bei Apetopia handelt es sich um ein Browserspiel, das an der HTW Berlin entwickelt wurde. Mit dem Spiel werden die von Menschen empfundenen Farbunterschiede erfasst, um hiermit verbesserte Farbmetriken zu entwickeln.